# Стереотип физической привлекательности
Стереотип физической привлекательности — презумпция, утверждающая, что внешне привлекательные люди обязательно обладают социально желательными чертами.
Исследованием стереотипа физической привлекательности занимались Вики Хаустон и Рэй Булл (Vicki Houston, Ray Bull) в 1994 году: при помощи гримёра лицо ассистентки было обезображено рубцами, синяками и родимыми пятнами. В ходе эксперимента выяснилось, что в пригородных поездах пассажиры обоих полов избегали садиться рядом с девушкой, появлявшейся с таким гримом.
Более того, маленькие дети также стремятся к более привлекательным сверстникам. Если судить по времени, в течение которого продолжается взаимное разглядывание, даже грудные дети предпочитают привлекательные лица.
Взрослые проявляют схожую склонность, когда судят о детях. Маргарет Клиффорд и Элайн Хатфильд давали учителям штата Миссури идентичную информацию о мальчике и девочке, но с фотографиями привлекательного и непривлекательного ребёнка. Учителя воспринимали привлекательного ребёнка как более умного и преуспевающего в учёбе. Карен Дион утверждает в своей работе, что женщины проявляют меньше доброты и участия к непривлекательному с их точки зрения ребёнку.
В связи со стереотипом физической привлекательности обширное развитие получила пластическая хирургия, а вслед за ней и психосоматика в рамках психологии телесности — изучение того, как образ тела и его изменение влияют на самовосприятие человека.
В России изучением психологии телесности занимались: Николаева В. В., Арина Г. А., Тхостов А. Ш.